# Courtney Dike
Courtney Ozioma Dike (sinh ngày 3 tháng 2 năm 1995 tại Edmond, Oklahoma) là một nữ cầu thủ bóng đá người Nigeria chơi bóng trong vai trò tiền đạo. Courtney đủ điều kiện chơi cho đội tuyển bóng đá quốc gia Nigeria thông qua cha mẹ cô, vốn xuất thân từ quốc gia này.

## Sự nghiệp

### Thời kỳ Cao đẳng và nghiệp dư
Sinh ra ở Edmond, Oklahoma, Courtney học tại trường trung học Edmond North và chơi bóng đá đại học tại Đại học bang Oklahoma. Trong bốn năm học tại trường trung học Edmond North, cô đã ghi được hơn 90 bàn thắng.
Cô hiện đang học kế toán tại Đại học bang Oklahoma và chơi cho đội bóng đá nữ của Đại học bang Oklahoma.

## Sự nghiệp quốc tế
Vào năm 2014, Courtney nhận được lời kêu gọi để đại diện cho đội tuyển U-20 Nigeria tham dự World Cup FIFA U-20 Bóng đá nữ 2014 tổ chức tại Canada. Trong giải đấu này, cô đã ghi bàn thắng nhanh nhất trong lịch sử của giải chỉ sau 13 giây trong trận đấu với đội tuyển bóng đá nữ Triều Tiên]]. Màn trình diễn của cô trong giải đấu đã giành được ba đề cử tại Giải thể thao Nigeria 2014.
Courtney tiếp tục đại diện cho Nigeria tham gia FIFA World Cup 2015 ở Canada. Vào ngày 12 tháng 6 năm 2015, cô làm nên lịch sử bằng cách trở thành Okazakioman bản địa đầu tiên từng chơi ở World Cup sau khi tham gia trận đấu tại sân Asisat Oshoala với đối thủ là đội tuyển Australia.